# ジェリコ・タナスコビッチ
ジェリコ・タナスコヴィッチ（セルビア語: Жељко Танасковић、1967年7月8日 - ）は、セルビアの男子バレーボール選手。ルチャニ出身。ポジションはウイングスパイカー。元ユーゴスラビア代表。

## 来歴
1990年、ユーゴスラビアリーグのパルチザン・ベオグラードへ入団。1992年からギリシャリーグで5シーズンプレーし経験を積んだ。1997年にユーゴスラビアへ戻り、2000年までレッドスター・ベオグラードでプレーした。
ユーゴスラビア代表に選出され、1996年アトランタオリンピックに出場し、銅メダル獲得に貢献、1998年世界選手権では銀メダルを獲得した。欧州選手権には5度出場し、そのうち3度表彰台に立った。2000年に現役を引退するまで通算250試合に出場した。

## 球歴
- オリンピック - 1996年（銅メダル）
- 世界選手権 - 1998年（銀メダル）
- 欧州選手権 - 1997年（準優勝）、1995年、1999年（3位）、1989年、1991年

## 所属クラブ
- パルチザン・ベオグラード （1990-1992年）
- パナシナイコス （1992-1993年）
- Ktisifon （1993-1997年）
- レッドスター・ベオグラード （1997-2000年）